# 후각 수용기 신경세포

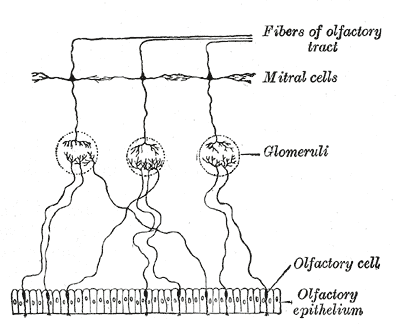
후각 신경 세포 계획(plan)

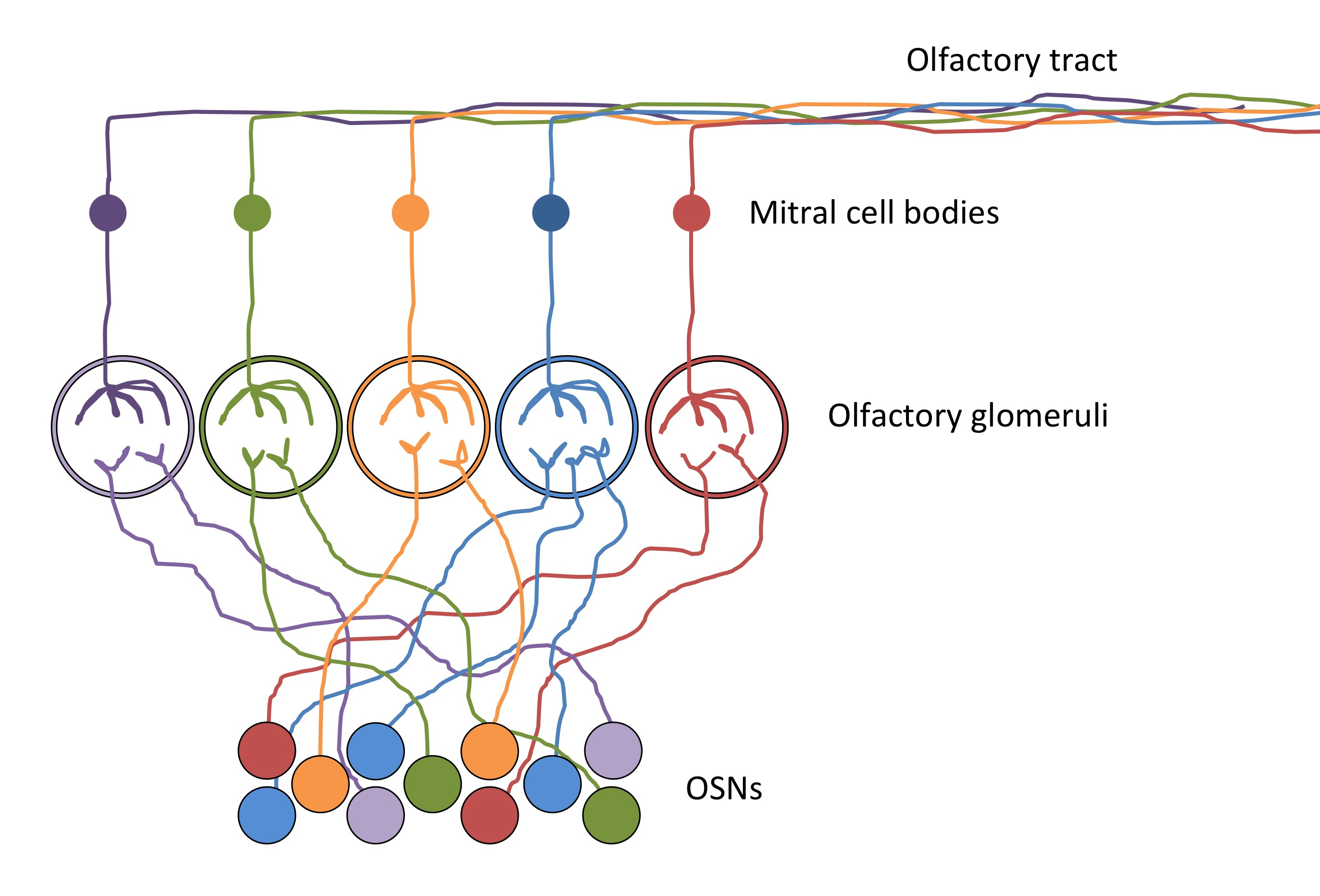
후각 감각 뉴런(olfactory sensory neuron, OSN)은 후각 수용체를 발현한다. 동일한 후각 수용체를 발현하는 OSN의 축삭은 후각구(olfactory bulb)에서 동일한 구형체(glomerulus)로 수렴하여 후각 정보의 조직을 가능하게 한다.

후각 감각 신경세포(olfactory sensory neuron, OSN)라고도 불리는 후각 수용기 신경세포(olfactory receptor neuron, ORN, 후각 수용체 신경단위)는 후각 시스템 내의 감각 뉴런이다.

## 같이 보기
- 두극 신경세포